# گلاکو وانز
گلاکو وانز (انگلیسی: Glauco Vanz; ۴ مارس ۱۹۲۰ – ۲۸ سپتامبر ۱۹۸۶) بازیکن فوتبال اهل ایتالیا بود.
از باشگاه‌هایی که در آن بازی کرده‌است می‌توان به باشگاه فوتبال بولونیا و باشگاه فوتبال باری اشاره کرد.